# Образование звёздчатой формы

Построение звёздчатого двенадцатиугольника: правильный многоугольник с символом Шлефли {12/5}.

Образование звёздчатой формы — процесс расширения многоугольника (в пространстве размерности 2), или многогранника в пространствах размерности 3 и выше с образованием новой фигуры.
Начиная с начальной фигуры процесс расширяет некоторые элементы, такие как рёбра и (двумерные) грани, как правило сохраняя симметрию, до состояния, пока они не встретятся и не образуют замкнутые границы новой фигуры. Новая фигура называется звёздчатой формой исходной фигуры.

## Определение Кеплера
В 1619 Кеплер определил образование звёздчатой формы многоугольников и многогранников как процесс распространения рёбер или граней до их пересечения, чтобы сформировать новый многоугольник или многогранник.
Он построил звёздчатые формы правильного додекаэдра и получил два правильных звёздчатых многогранника, малый звёздчатый додекаэдр и большой звёздчатый додекаэдр.
Он построил также звёздчатые формы правильного октаэдра и получил звёздчатый октаэдр, правильное соединение двух тетраэдров (Кеплер дал ему латинское название stella octangula).

## Звёздчатые формы многоугольников
При образовании звёздчатой формы правильного многоугольника получается правильный звёздчатый многоугольник или соединение правильных многоугольников. Эти многоугольники определяются числом m, показывающим, сколько раз граница обходит вокруг центра фигуры. Как и у всех правильных многоугольников, вершины звёздчатых форм лежат на окружности. Число m соответствует числу вершин, которые нужно пройти вдоль окружности, чтобы дойти от одной вершины ребра до другой (начиная отсчёт с 1).
Правильный звёздчатый многоугольник представлен символом Шлефли {n/m}, где n — число вершин, а m — шаг, используемый для соединения вершин, m и n являются взаимно простыми (то есть не имеют общего делителя). Если взять m = 1, получим выпуклый многоугольник {n}.
Если n и m имеют общий делитель, получим соединение правильных многоугольников. Например, {6/2} — это соединение двух треугольников {3} или гексаграмма, а {10/4} — соединение двух пентаграмм {5/2}.
Некоторые авторы используют символ Шлефли для таких соединений. Другие предпочитают использовать символ, показывающий один путь, который оборачивается m раз вокруг n/m вершин, так что одно ребро оказывается наложено на другое и каждая вершина посещается m раз. В этом случае модифицированный символ может быть использован для соединения, например, 2{3} для гексаграммы и 2{5/2} для соединения двух правильных пентаграмм.
Правильный n-угольник имеет (n-4)/2 звёздчатых форм, если n чётно, и (n-3)/2 форм, если n нечётно.
| Пентаграмма, {5/2}, является единственной звёздчатой формой пятиугольника | Гексаграмма, {6/2}, является звёздчатой формой шестиугольника и соединением двух треугольников. | Девятиугольник {9} имеет 3 эннеаграммных вида: {9/2}, {9/3}, {9/4}, где {9/3} — соединение 3 треугольников. |
| Семиугольник имеет две гептаграммные формы: {7/2} и {7/3}                 |                                                                                                 | Девятиугольник {9} имеет 3 эннеаграммных вида: {9/2}, {9/3}, {9/4}, где {9/3} — соединение 3 треугольников. |

Подобно семиугольнику, восьмиугольник также имеет две октаграммные звёздчатые формы, одна, {8/3}, является звёздчатым многоугольником, а вторая, {8/2}, является соединением двух квадратов.

## Звёздчатые формы многогранников
|  |  |  |  |  |  |  |

Образование звёздчатой формы многогранника осуществляется путём удлинения рёбер и граней, пока они не пересекутся и не образуют новый многогранник или соединение. Внутренность нового многогранника делится гранями на некоторое число ячеек. Плоские грани многогранника могут разделить пространство на большое число таких ячеек и продолжение процесса расширения может захватить большее число ячеек. Для симметричных многогранников эти ячейки распадаются на группы (множества) конгруэнтных ячеек. Мы говорим, что ячейки в таких конгруэнтных множествах имеют тот же самый тип. Общий метод поиска звёздчатых форм — выбор одного или более типов ячеек.
Этот подход может привести к огромному числу возможных форм, так что используются дополнительные критерии сокращения числа этих звёздчатых форм..
Множество ячеек, образующих замкнутый уровень вокруг ядра, называется оболочкой (слоем). Для симметричных многогранников оболочка может состоять из одного или более видов ячеек.
Основываясь на этой идее, можно рассмотреть некоторые ограничивающие категории.
- Основные звёздчатые формы. Последовательное добавление слоёв к ядру (исходному многограннику) приводит к основному набору звёздчатых форм.
- Полностью доступные формы. Нижние стороны граней могут быть закрыты « нависающими» частями. В полностью доступных формах таких закрывающих частей нет и все видимые части грани видны с некоторой точки.
- Однотипные звёзды. Имеется только один тип выступов (лучей) или вершин в звёздчатой форме (то есть все вершины конгруэнтны). Все такие формы являются полностью доступными.
- Главные звёздчатые формы. Если многогранник имеет плоскости зеркальной симметрии, о рёбрах, лежащих на этих плоскостях, говорят как о главных линиях. Если все рёбра лежат на главных линиях, звёздчатая форма является главной. Все главные звёздчатые формы полностью доступны.
- Звёздчатые формы Миллера. В книге «The Fifty-Nine Icosahedra» («Пятьдесят девять икосаэдров») Коксетера, Ду Вала, Флазера и Петри приведены пять правил, предложенных Миллером[англ.]. Хотя эти правила относятся специально к икосаэдрам, они были приспособлены для произвольных многогранников. Они обеспечивают, чтобы симметрии вращения исходного многогранника сохранялись и чтобы каждая звёздчатая форма имела различный внешний вид. Все перечисленные выше виды звёздчатых форм попадают под правила Миллера.

Мы можем определить некоторые другие категории:
- Частичная звёздчатая форма — если не все элементы указанной размерности увеличиваются.
- Частично симметричная форма — если не все элементы увеличиваются симметрично.

Архимедовы тела и двойственные им можно также приводить к звёздчатой форме. Обычно в этом случае добавляется правило, что все исходные плоскости граней должны участвовать в построении формы, то есть не допускаются частично звёздчатые формы. Например, куб, обычно, не считается звёздчатой формой кубооктаэдра.
Обобщая правила Миллера, получим:
- 4 звёздчатые формы ромбододекаэдра
- 187 звёздчатых форм триакистетраэдра
- 358,833,097 звёздчатых форм ромботриаконтаэдра
- 17 звёздчатых форм кубооктаэдра (4 показаны в книге Веннинджера «Модели многогранников»)
- Неизвестное число звёздчатых форм икосододекаэдра. Существует 7071671 нехиральных звёздчатых форм, но число хиральных форм не известно. (19 форм есть в книге Веннинджера «Модели многогранников»)

Семнадцать невыпуклых однородных многогранников являются звёздчатыми формами архимедовых тел.

### Правила Миллера
В книге The fifty nine icosahedra Миллер предложил набор правил для определения, какие звёздчатые формы следует считать «достаточно существенными и различными».
Эти правила были приспособлены для получения звёздчатых форм любых многогранников. Используя правила Миллера, мы обнаруживаем:
- Не существует звёздчатых форм тетраэдра, поскольку все грани смежны
- Не существует звёздчатых форм куба, поскольку несмежные грани параллельны, а потому не могут быть расширены до пересечения (получения нового ребра)
- Имеется 1 звёздчатая форма октаэдра, звёздчатый октаэдр
- Имеется 3 звёздчатых формы додекаэдра — малый звёздчатый додекаэдр, большой додекаэдр и большой звёздчатый додекаэдр, все три — тела Кеплера — Пуансо.
- Существует 58 звёздчатых форм икосаэдра, сюда входят Большой икосаэдр (одно из тел Кеплера — Пуансо), вторая и последняя звёздчатые формы икосаэдра. 59-я модель в книге Пятьдесят девять икосаэдров — сам исходный икосаэдр.

Много «звёздчатых форм Миллера» не могут быть получены прямо с использованием метода Кеплера. Например, многие имеют пустые центры, где грани и рёбра исходного многогранника полностью отсутствуют — не от чего отталкиваться. С другой стороны, метод Кеплера даёт звёздчатые формы, полностью запрещённые правилами Миллера, поскольку их ячейки соединены вершинами или рёбрами, даже если их грани — простые многоугольники. Это различие не привлекало явного внимания до статьи Инчбальда .

### Другие правила образования звёздчатой формы
Правила Миллера не подразумевают никаких «правильных» путей нумерации звёздчатых форм. Правила основываются на комбинировании частей внутри звёздной диаграммы определённым способом и не принимается во внимание топология получающихся граней. Как результат существуют вполне обоснованные звёздчатые формы икосаэдра, не включённые в список Коксетера. Один многогранник обнаружил Джеймс Бридж в 1974 . С другой стороны ставится вопрос, являются ли некоторые «звёздчатые формы Миллера» вообще звёздчатыми формами — одна из форм включает в себя некоторые совершенно оторванные ячейки, плавающие симметрично в пространстве.
Альтернативный набор правил, принимающих все эти моменты, до сих пор полностью не разработан. Наибольшее продвижение было получено, когда было замечено, что образование звёздчатой формы является обратным (двойственным) процессом к огранке, при которой части удаляются из многогранника без создания новых вершин. Для любой звёздчатой формы некоторого многогранника существует двойственная огранка двойственного многогранника, и наоборот. Изучая огранки двойственного многогранника, мы получаем понимание звёздчатых форм исходного многогранника. Бридж нашёл свою звёздчатую форму икосаэдра, изучая огранки двойственного ему додекаэдра.
Некоторые математики, изучающие многогранники, принимают во внимание, что образование звёздных форм является процессом в двух направлениях, так что любые два многогранника, имеющие один и тот же набор плоскостей, на которых находятся грани, являются звёздчатыми формами друг друга. Такое понимание приемлемо, если кто-либо разрабатывает общий алгоритм для компьютерной программы, но в других случаях полезен мало.
Много примеров звёздчатых форм можно найти в статье Список моделей многогранников Веннинджера.

## Образование звёздчатой формы в пространствах размерности больше 3
Процесс образования звёздчатых форм можно применить и к многогранникам в пространствах более высоких размерностей. Звёздная диаграмма n-мерного многогранника находится на (n-1)-мерной гиперплоскости заданной фасеты (грани, имеющей размерность на 1 меньше размерности пространства).
Например, в 4-мерном пространстве большой великий звёздчатый 120-ячейник является конечной стадией образования звёздчатых форм четырёхмерного правильного стодвадцатиячейника.

## Наименование звёздчатых форм
Первую попытку дать систематические имена правильным звёздчатым многогранникам сделал Кэли (сейчас они известны как тела Кеплера — Пуансо). Эта система была широко, но не всегда последовательно, приспособлена для других многогранников в 3-мерном и выше пространствах.
Конвей разработал терминологию для звёздчатых многоугольников, 3-мерных и 4-мерных многогранников .

## Звёздные формы на бесконечности
Веннинджер заметил, что некоторые многогранники, такие как куб, не имеют звёздчатых форм. Однако ячейки для образования звёхдчатых форм могут быть построены как призмы, уходящие в бесконечность. Фигуры, включающие такие призмы, — полумногогранники. По большинству определений многогранников эти звёздчатые формы не являются, строго говоря, многогранниками.

## От математики к искусству

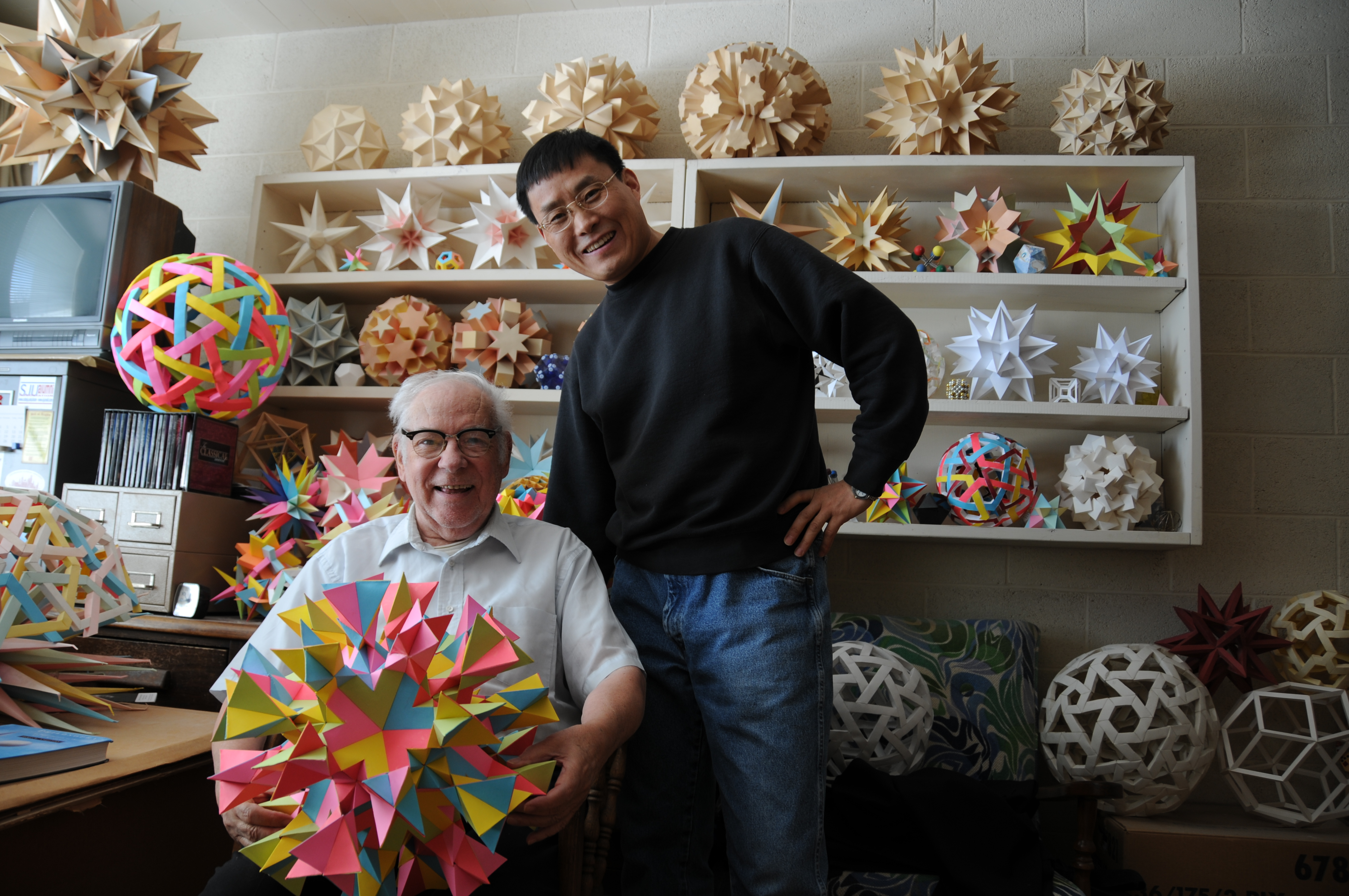
Магнус Веннинджер с некоторыми из своих звёздчатых моделей в 2009

Наряду с вкладом в математику, о Магнусе Веннинджере пишут в контексте связи математики и искусства как о человеке, сделавшем «особенно прекрасные» модели сложных звёздчатых многогранников

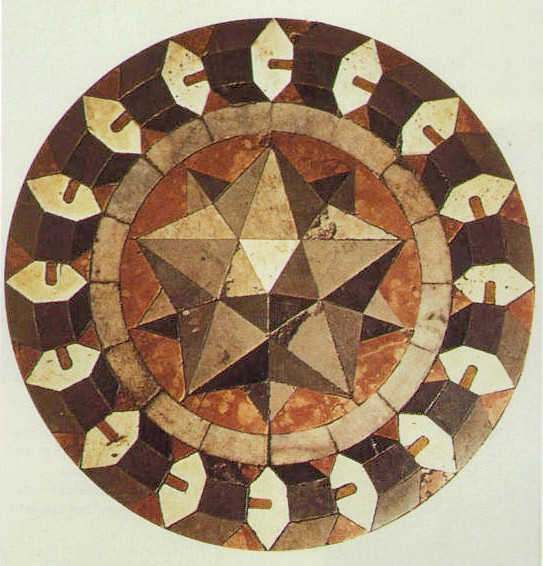
Мраморный мозаичный пол, сделанный Паоло Уччелло, Собор Святого Марка, Венеция, около 1430

Итальянский художник Паоло Уччелло времён ренессанса создал мозаичный пол с изображением малого звёздчатого додекаэдра в соборе Святого Марка в Венеции (около 1430). Это изображение Уччелло использовалось как символ Венецианской биеннале в 1986 (тема — «Искусство и наука» . Та же самая звёздчатая форма является центром двух литографий Эшера — Контраст (Порядок и хаос), 1950 и Гравитация, 1952 .